# Cita (nave da carico)
La Cita è stata una nave cargo battente bandiera di Antigua e Barbuda; aveva un peso lordo di 3.083 tonnellate, 3.900 tonnellate di portata lorda (DWT) e una capacità di 241 unità equivalenti a venti piedi (TEU). Costruita come nave da carico secco nel 1976, era di proprietà e gestita da Reederei Gerd A Gorke, Germania ed era stata convertita in una nave portacontainer feeder.
Il 26 marzo 1997 la Cita squarciò il suo scafo dopo essersi incagliata su alcune rocce al largo della costa meridionale delle Isole Scilly a causa di venti di burrasca in rotta da Southampton a Belfast. L'incidente avvenne poco dopo le 3 del mattino (UTC+0) quando la nave da 3.000 tonnellate di proprietà tedesca colpì Newfoundland Point, nell'Isola di St Mary's.

## Il naufragio
L'equipaggio, principalmente di origine polacca, della nave colpita fu salvato poche ore dopo l'incidente dalla St Mary's Lifeboat Station, RNLB Robert Edgar (ON 1073) con il supporto di un elicottero di salvataggio Westland Sea King dell'RNAS Culdrose. Nel pomeriggio salparono verso la terraferma del Regno Unito a bordo della Scillonian III.
Molti container furono portati a riva sulle rocce e sulle spiagge delle Isole Scilly, mentre molti altri furono ritrovati nel Mar Celtico, viaggiando fino alla Cornovaglia.
La gente del posto era grata che il relitto fosse principalmente carico, quindi il rischio di inquinamento era molto inferiore a quello che avrebbe potuto essere, come all'indomani della fuoriuscita di petrolio della Torrey Canyon. La nave da salvataggio specializzata Salvage Chief rimosse 90 tonnellate (98%) di carburante dalla Cita prima che affondasse, lasciando solo una piccola marea nera. La sabbia oliata sulla spiaggia di Porth Hellick, parte del SSSI delle Isole Scilly, fu rimossa mediante scavi. Furono chiamati tre rimorchiatori per raccogliere i container alla deriva nel Mar Celtico.
Il relitto rimase sopra la superficie per diversi giorni prima di affondare nell'acqua più profonda, lontano dalla costa.

### Recupero
Il carico della Cita era composto da 200 container, venti dei quali rimasti a bordo dopo il naufragio. Articoli come mouse per computer, pneumatici per auto, tabacco, porte di casa, compensato, sacchetti di plastica e pantaloncini estivi da donna erano tra il contenuto dei container distrutti intorno a St Mary's. La maggior parte della gente del posto assistì all'operazione di pulizia, rimuovendo gli oggetti dalla costa. Le borse Quinnsworth, dirette in Irlanda, furono utilizzate nei negozi per mesi dopo il naufragio della nave. Alcuni mesi dopo, St Mary's Quay aveva diversi container ormeggiati accanto a un pescatore locale, in attesa che venissero rivenduti alle compagnie di navigazione o come rottami.
Le persone che prelevavano oggetti dalla battigia per uso personale avrebbero potuto essere accusate, secondo la polizia dell'epoca. Otto poliziotti in più furono portati alle Scilly dalla Cornovaglia continentale per assistere, verbalizzando chi rimuoveva merci. I doganieri affermarono che, ai sensi dei Merchant Acts del 1894 e del 1906, le persone sarebbero state obbligate a denunciare le merci recuperate, ma non è noto alcun caso di poliziotti che abbiano avviato procedimenti penali.

### Rapporto
Secondo David Martin-Clark, il motivo del naufragio della nave fu "the watch-keeping officer had fallen asleep and the watch alarm had been switched off" (in italiano: "l'ufficiale di guardia si era addormentato e l'allarme di guardia era stato spento").